# В кейптаунском порту (фильм)
«В кейптаунском порту» — российский драматический фильм Александра Велединского. 
Название картины — строчка из популярной песни, звучащей в фильме.
Был фильмом открытия XXVI международного кинофестиваля «Окно в Европу». Награждён специальным призом жюри. Отмечен Призом прессы на XXVII кинофестивале «Виват кино России!» (Санкт-Петербург, 2019).

## Сюжет
В центре сюжета три персонажа: Моряк, Пахан и Салажонок, которые пересеклись на Дальнем Востоке в конце Второй мировой войны. Встреча завершилась перестрелкой. Причём каждый из участников уверен, что убил двух других. Однако каждый прожил долгую жизнь. И спустя много лет эта история продолжилась... 

## В ролях
- Владимир Стеклов — Драматург
- Данил Стеклов — Драматург в молодости
- Сергей Сосновский — Моряк
- Александр Робак — Пахан
- Арсений Робак — Пахан в молодости
- Юрий Кузнецов — ветеран
- Юлия Ауг — жена ветерана
- Евгений Ткачук — Гена
- Виталий Кищенко — Усатый
- Анфиса Черных — Анжелика
- Ангелина Притуманова — ассистентка ведущего
- Андрей Позднухов — Харон
- Антон Завьялов — криминалист
- Виктор Раков — военврач
- Виталий Хаев — нарколог
- Анна Уколова — режиссёр
- Максим Лагашкин — телеведущий
- Юрий Ваксман — фотограф

## История создания
Первый вариант сценария, идея которого родилась из реальной истории, рассказанной Велединскому его отцом, был написан за 22 года до запуска картины.
Съемки начались в 2015 году в Санкт-Петербурге, снимали также на Сахалине, в ЮАР и в Крыму. Основные сцены сняты на набережной Севастополя и в Театре Черноморского флота.